# Хартленд (тауншип, Миннесота)
Хартленд (англ. Hartland) — тауншип в округе Фриборн, Миннесота, США. На 2000 год его население составляло 298 человек.

## География
По данным Бюро переписи населения США площадь тауншипа составляет 93,0 км², из которых 92,9 км² занимает суша, а 0,1 км² — вода (0,08 %).

## Демография
По данным переписи населения 2000 года здесь находились 298 человек, 112 домохозяйств и 82 семьи.  Плотность населения —  3,2 чел./км².  На территории тауншипа расположено 120 построек со средней плотностью 1,3 построек на один квадратный километр. Расовый состав населения: 96,31 % белых, 0,34 % коренных американцев, 2,35 % — других рас США и 1,01 % приходится на две или более других рас. Испанцы или латиноамериканцы любой расы составляли 2,68 % от популяции тауншипа.
Из 112 домохозяйств в 36,6 % воспитывались дети до 18 лет, в 71,4 % проживали супружеские пары, в 1,8 % проживали незамужние женщины и в 25,9 % домохозяйств проживали несемейные люди. 22,3 % домохозяйств состояли из одного человека, при том 8,9 % из — одиноких пожилых людей старше 65 лет. Средний размер домохозяйства — 2,66, а семьи — 3,16 человека.
25,2 % населения — младше 18 лет, 8,7 % — в возрасте от 18 до 24 лет, 24,8 % — от 25 до 44, 23,2 % — от 45 до 64, и 18,1 % — старше 65 лет. Средний возраст — 40 лет. На каждые 100 женщин приходилось 114,4 мужчин. На каждые 100 женщин старше 18 лет приходилось 120,8 мужчины.
Средний годовой доход домохозяйства составлял 38 125 долларов, а средний годовой доход семьи —  41 964 доллара. Средний доход мужчин —  31 875  долларов, в то время как у женщин — 17 500. Доход на душу населения составил 15 913 долларов. За чертой бедности находились 7,2 % семей и 9,5 % всего населения тауншипа, из которых 8,6 % младше 18 и 7,1 % старше 65 лет.